# Йодловник (гміна)
Гміна Йодловник (пол. Gmina Jodłownik) — сільська гміна у південній Польщі. Належить до Лімановського повіту Малопольського воєводства.
Станом на 31 грудня 2011 у гміні проживало 8293 особи.

## Площа
Згідно з даними за 2007 рік площа гміни становила 72.43 км², у тому числі:
- орні землі: 72.00%
- ліси: 23.00%

Таким чином, площа гміни становить 7.61% площі повіту.

## Населення
Станом на 31 грудня 2011:
| Опис     | Загалом | Загалом | Чоловіки | Чоловіки | Жінки | Жінки |
| -------- | ------- | ------- | -------- | -------- | ----- | ----- |
| одиниця  | осіб    | %       | осіб     | %        | осіб  | %     |
| все      | 8293    | 100     | 4124     | 49.73    | 4169  | 50.27 |
| міське   | 0       | 100     | 0        |          | 0     |       |
| сільське | 8293    | 100     | 4124     | 49.73    | 4169  | 50.27 |

## Сусідні гміни
Гміна Йодловник межує з такими гмінами: Вісньова, Добра, Лапанув, Ліманова, Рацеховіце, Тимбарк.